# Список дипломатических миссий Палау
Список дипломатических миссий Палау — тихоокеанское островное государство Палау, находящееся в свободной ассоциации с США, имеет крайне ограниченное число зарубежных дипломатических представительств, которые сосредоточены в странах бассейна Тихого океана.

## Америка
- США, Вашингтон (посольство)
  -  Гуам, Тамунинг (консульство)
  - Сайпан (консульство)

## Азия
- Тайвань, Тайбэй (посольство)
- Япония, Токио (посольство)
- Филиппины, Манила (посольство)
- Малайзия, Куала-Лумпур (консульство)

## Международные организации
- - Нью-Йорк (представительство при ООН)